# Archie Norman
Archie Norman (nacido el 1 de mayo de 1954) es un empresario y político británico. Actualmente, es el único presidente de una empresa que cotiza en el selectivo FTSE 100 que ha ocupado también un escaño en la Cámara de los Comunes. El 18 de noviembre de 2009, Norman fue nombrado presidente de ITV, un grupo de comunicación británico. Tomó posesión de su cargo en enero de 2010.

## Biografía
Archie Norman es el segundo de cinco hijos de un matrimonio de médicos. Norman asistió a la escuela de Charterhouse, posteriormente a la Universidad de Minnesota y al Emmanuel College, Cambridge. Después de un breve periodo de tiempo en el banco Citigroup, cursó un Máster en Administración de Empresas (MBA) en la  Harvard Business School.

### Carrera empresarial
Norman fichó por McKinsey & Company poco después de su graduación. Allí, William Hague, secretario de Estado británico, fue uno de sus protegidos. Poco después ocupó puestos de consejero en las empresas británicas Geest y  Railtrack. Su siguiente trabajo fue el de director financiero de Kingfisher, la empresa de venta al por menor más grande de Gran Bretaña. Cinco años después fue elegido director ejecutivo del grupo de grandes almacenes ASDA. Con 42 años se convirtió en su presidente.
En 1991 fue nombrado director general ejecutivo de ASDA. Desde 1991 hasta el año 2000, Norman fue el director general ejecutivo y presidente de ASDA. Norman se encontró con una empresa en quiebra, para llevarla ocho años más tarde a ser la segunda más grande del Reino Unido, antes de su venta a Wal-Mart en junio de 1999.

### Carrera política
En 1996, con el asesoramiento de Francis Maude (político conservador del Reino Unido), Norman decidió solicitar el respaldo para ocupar el escaño conservador de la localidad Tunbridge Wells, que pronto sería dejado vacante por Sir Patrick Mayhew. Finalmente, ocupó ese escaño tras las elecciones generales de 1997, con una mayoría de 7.506 votos.
Pese a su victoria particular, el partido conservador sufrió una dura derrota en esas elecciones. Después de los comicios, Norman apoyó la candidatura de William Hague para el liderar el partido conservador. Hague, finalmente, fue elegido presidente ejecutivo del Partido Conservador y, posteriormente, desempeñó la función de líder de la oposición (shadow minister) del ministro de medio ambiente en 1999. 

### Vuelta a la empresa
Una vez que dejó el Parlamento británico, Norman fundó Aurigo Management, una firma de capital privado centrado en la venta minorista. En julio de 2007 Aurigo adquirió la empresa de alquiler de herramientas HSS Hire por 310 millones de libras. El 18 de noviembre de 2009, Norman fue elegido nuevo presidente de ITV, grupo de comunicación británico.

### Vida personal
Norman está casado y tiene una hija. Tiene residencia en Yorkshire y Londres. Entre sus hobbies, deestaca la agricultura, la ópera, la pesca y el tenis.